# Trasancos (Ferrol)
Trasancos (llamada oficialmente Santa Cecilia de Trasancos) es una parroquia española del municipio de Ferrol, en la provincia de La Coruña, Galicia.

## Otras denominaciones
La parroquia también es conocida por el nombre de Santa Icia de Trasancos.

## Entidades de población
Entidades de población que forman parte de la parroquia:
- La Pallota (A Pallota)
- A Pega
- Beleicón
- Calvario
- Castro
- Espiño
- Soto de San Pedro (O Souto de San Pedro)
- Vinculeiro
- Fonteiroa

## Demografía
| Gráfica de evolución demográfica de Trasancos entre 2000 y 2018 |
|                                                                 |
| Población de derecho según el padrón municipal del INE          |